# Casa de Graciliano Ramos
A Casa de Graciliano Ramos foi residência do romancista Graciliano Ramos. A casa está localizada no município de Palmeira dos Índios, interior do estado de Alagoas. É um patrimônio cultural tombado pelo Instituto do Patrimônio Histórico e Artístico Nacional (IPHAN), sob o processo de nº 713.T.1963.

## História
No ano de 1965, a casa passou por um processo de municipalização passando  a ser de propriedade da Prefeitura de Palmeira dos Índios. Atualmente funciona o Casa Museu Graciliano Ramos.
No ano de 2017, ocorreu licitação para a restauração da casa e modernização da estrutura do museu, onde foi liberado recurso, sendo metade da verba proveniente do IPHAN e a outra metade da Prefeitura Municipal. Mas as obras, até o ano de 2020, não foram concluídas e o imóvel se encontra em abandono e invadida por moradores de rua.

## Casa Museu Graciliano Ramos
A Casa Museu Graciliano Ramos foi fundada no ano de 1973 e é aberta ao público, com entrada gratuita. O museu possui um acervo com fotos, algumas obras originais , documentos, máquina de escrever e objetos pessoais do escritor. Na casa também se encontra um centro cultural com salas e auditório. O museu está localizado na Rua José Pinto de Barros, nº 90 - Centro.